# Malur de Lambert
Malurus lamberti és una espècie d'ocell de la família Maluridae és endèmic a Austràlia.